# Тераньоло
Тераньо̀ло (на италиански: Terragnolo, на местен диалект: Terragnòl, Тераньол) е село и община в Северна Италия, автономна провинция Тренто, автономен регион Трентино-Южен Тирол. Разположено е на 785 m надморска височина. Населението на общината е 710 души (към 2018 г.).